# Nebo (utwór muzyczny Niny Badrić)
Nebo – autorski utwór chorwackiej piosenkarki Niny Badrić, wydany w formie singla 22 lutego 2012 i umieszczony na dziesiątym albumie studyjnym piosenkarki pt. Nebo z 2011.
Utwór reprezentował Chorwację w 57. Konkursie Piosenki Eurowizji organizowanym w Baku. 24 maja został zaprezentowany w drugim półfinale konkursu i zajął 12. miejsce, przez co nie awansował do finału.
W 2012 premierę miał teledysk do utworu, za którego reżyserię odpowiada Darko Drinovac.

## Lista utworów
CD single
1. „Nebo” (Eurovision 2012) – 3:00
2. „Nebo” (Eurovision 2012 Karaoke Version) – 3:00
3. „Nebo” (Eurovision 2012 Instrumental Version) – 3:00
4. „Nebo” (D’Knock & Kosta Radman Club Edit) – 4:01
5. Oficjalny teledysk do utworu „Nebo”